# Gran Premio Due Mari
Gran Premio Due Mari är ett travlopp för 4-åriga och äldre varmblodiga travhästar som körs på Ippodromo Taranto i Taranto i Italien. Loppet körs över 1 600 meter med autostart. Det är ett Grupp 1-lopp, det vill säga ett lopp av högsta internationella klass, och förstapris är 154 000 euro.

## Segrare
| År   | Vinnare       | Kusk                  | Tränare               | Tid     | Odds  | Tvåa             | Trea               |
| ---- | ------------- | --------------------- | --------------------- | ------- | ----- | ---------------- | ------------------ |
| 2024 | Always Ek     | Alessandro Gocciadoro | Alessandro Gocciadoro | 1.10,7a | 1.48  | Deus Zack        | Dylan Dog Font     |
| 2023 | Bleff Dipa    | Roberto Vecchione     | Holger Ehlert         | 1.10,4a | 1.35  | Always Ek        | Global Trustworthy |
| 2022 | Vaprio        | Réne Legati           | Alessandro Gocciadoro | 1.12,1a | 20.85 | Usain Töll       | Birba Caf          |
| 2021 | Zacon Gio     | Roberto Vecchione     | Holger Ehlert         | 1.10,9a | 1.40  | Viscarda Jet     | Virtuoso Luis      |
| 2020 | Virginia Grif | Massimiliano Castaldo | Alessandro Gocciadoro | 1.12,2a | 14.10 | Zadig del Ronco  | Taurus del Ronco   |
| 2019 | Sonia         | Réne Legati           | Alessandro Gocciadoro | 1.10,6a | 2.91  | Santiago de Leon | Uragano Trebi'     |
| 2018 | Timone Ek     | Federico Esposito     | Alessandro Gocciadoro | 1.10,7a | 3.67  | Superbo Capar    | Uragano Trebi'     |